# أسوكا

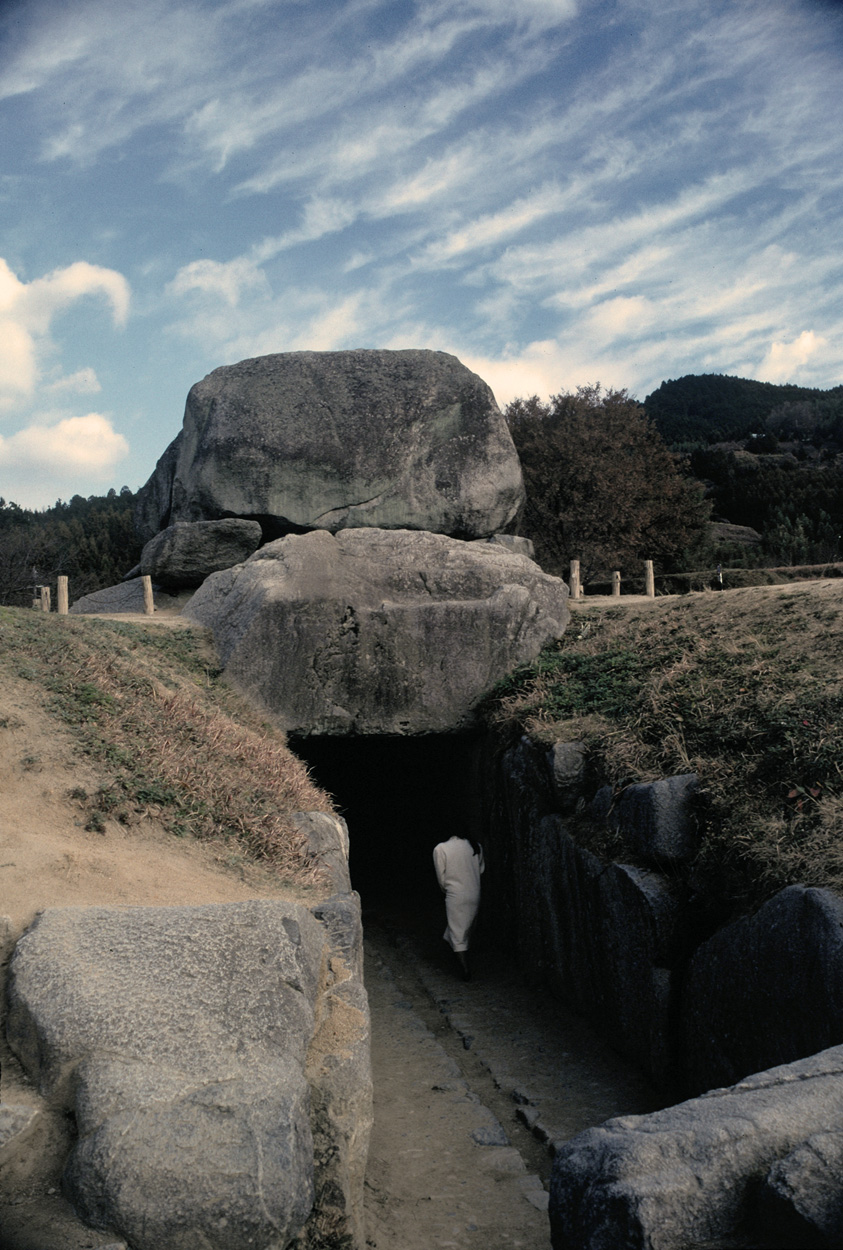
ضريح (كوفون) بالقرب من أسوكا: يعتقد أنه لـ"سوغا نو أوماكو" أحد زعماء عشيرة سوغا أثناء فترة أسوكا

أسوكا (باليابانية:  明日香村 أسوكامورا) هي قرية تتبع دائرة تاكائيتشي في محافظة نارا، اليابان. كان الموقع التي تقوم عليه القرية عاصمة لليابان أثاء فترة أسوكا والتي امتدت من 538-710 م.

## اقرأ أيضا
- فترة كوفون
- فترة أسوكا